# Île Brise-Pain
L'île Brise-Pain est une île de la Marne, située à Créteil, en France.

## Caractéristiques
L'île Brise-Pain est une île fluviale située à proximité de la rive occidentale de la Marne sur le nord-est du territoire communal de Créteil (Val-de-Marne). Elle mesure environ 900 m de long du nord au sud et 160 m de large au maximum d'est en ouest ; au total, l'île mesure environ 95 000 m2.
L'île Brise-Pain est séparée de la rive cristolienne au nord-ouest par un bras de la Marne, tandis que le bras principal de la rivière s'écoule le long de sa rive est. Au sud-est, un petit chenal la sépare de l'île de la Guyère. Au sud, un dernier chenal la sépare de l'île Sainte-Catherine.
Le nord de l'île est traversé par l'avenue de Verdun, une route départementale à deux fois deux voies sur laquelle circule également le Trans-Val-de-Marne. Cette avenue relie l'île aux deux rives de la Marne, à l'est par le pont de Créteil et à l'est par un pont plus petit. En dehors de cet accès principal, une passerelle piétonne la relie à la rive ouest au nord-ouest, une autre à l'île de la Gruyère au sud-ouest et une troisième à l'île Sainte-Catherine au sud. Une dernière passerelle passe au-dessus d'un petit barrage sur le bras principal de la Marne et relie la rive est de l'île, à peu près en son milieu, à la rive est de la Marne.
L'île possède de nombreuses habitations et est parcourue quasiment du nord au sud par une route carrossable, l'allée centrale. Elle compte également la dernière guinguette de Créteil, le domaine Sainte-Catherine.
En 1953, la ville de Créteil y acquièrent un terrain, dit « stade Rousseau », appartenant au Tréfileries et laminoirs du Havre, usine située à Saint-Maurice.